# Olivier Forcade
Pour les articles homonymes, voir Forcade.
Olivier Forcade, né le 3 août 1964 à Bayonne, est un historien français.
Spécialiste d'histoire contemporaine des relations internationales, il est professeur à la Faculté des Lettres de Sorbonne Université.

## Biographie

### Formation
Olivier Forcade est agrégé d'histoire en 1989, détenteur d'un DEA d’histoire de l’université de Paris X-Nanterre en 1991, docteur en histoire (sous la direction de Jean-Jacques Becker) dans la même université en 1998 et habilité à diriger les recherches à l'université Paris-Sorbonne   (garant Georges-Henri Soutou) en 2005.

### Carrière
Après avoir enseigné aux lycées Paul-Lapie (Courbevoie), Mansart (Saint-Cyr-l’École) et Hoche (Versailles), il a été professeur aux Écoles militaires de Saint-Cyr Coëtquidan (1991-2002) et maître de conférences à l'Institut d'études politiques de Paris (1993-2005). Il a ensuite enseigné comme maître de conférences (2002-2006) puis professeur des universités (2006-2008) en succédant à Nadine-Josette Chaline à l'université de Picardie Jules-Verne. Il est professeur d'histoire contemporaine des relations internationales à l'université Paris-Sorbonne depuis 2008. Il est, avec Roseline Letteron et Jean-Vincent Holeindre, directeur du master relations internationales co-habilité entre Sorbonne Université et Paris Panthéon Assas.
Il est directeur de l'UMR Sirice 8138 (universités Paris-I, Sorbonne Université et CNRS) depuis le 1er janvier 2024. En travaillant sur l'histoire de la censure, des systèmes d'information et du secret dans l'histoire des sociétés et des États aux XXe et XXIe siècles, il a contribué à introduire les études sur le renseignement en France dans une approche politique et internationale. Ses objets d'étude sont l'histoire des conflits mondiaux, du renseignement dans la politique internationale, des déplacements de population et de l'évolution du système international.
Il codirige plusieurs collections : « Mondes contemporains » et « Sorbonne Essais » aux Sorbonne Université Presses, « le Grand Jeu » chez Nouveau Monde Éditions, les évacuations des guerres mondiales (Metropol Verlag). Il siège au comité de rédaction et au conseil scientifique de plusieurs revues dont Intelligence and National Security (Frank Cass), Histoire, Économie et Société (Colin), l'Annuaire français de relations internationales, la Revue d’histoire maritime, Études françaises de renseignement et de cyber, revue semestrielle créée en 2023 (PUF) dont il est rédacteur en chef.
Il a été conseiller à la direction de la recherche du ministère de l’Enseignement supérieur et de la Recherche (2003-2008). Élu au conseil scientifique de l'université Paris IV-Sorbonne en 2012 et en 2016, puis au conseil académique (commission recherche) de Sorbonne Université en novembre 2017, il est vice-président à la valorisation, à la documentation et aux publications de l'Université Paris-Sorbonne de 2012 à 2016, puis vice-président chargé du patrimoine en 2016-2017.
De 2013 à 2017, il préside le sénat académique de Sorbonne Universités. Il est directeur de Sorbonne Université Presses (2012-2024).
Il est notamment membre du conseil scientifique de l’Institut Georges-Pompidou, de la Mission du Centenaire de 1914-1918 (2012), du musée des Alliés à Berlin (2016), de l'IRSEM (2017). Il est membre du réseau Ader depuis 2014 (réserve citoyenne). Depuis 2012, il appartient au Comité pour l'histoire préfectorale du ministère de l'Intérieur. Depuis 2024, il préside également le conseil scientifique de la chaire "Renseignement" de l'IEP d'Aix-en-Provence.

## Publications

### Ouvrages
- Histoire et vie politique en France depuis 1945, Paris, Nathan, 2000, 294 p. (en collaboration avec Éric Duhamel) (ISBN 978-2091901954), 2e éd. Colin, 2005.
- Secrets d’État. Renseignement et pouvoirs dans le monde contemporain, Paris, Colin, 2005, 234 p. (en collaboration avec Sébastien Laurent)  (ISBN 978-2200265366)
- Édition critique : Général Louis Rivet, Carnets du chef des services secrets 1936-1944, Paris, Nouveau monde éditions, 2010, 1007 p. édités et annotés par Olivier Forcade et Sébastien Laurent  (ISBN 978-2847364033).
- La République secrète : histoire des services spéciaux français de 1918 à 1939, Paris, Nouveau Monde Éditions, 2008, 704 p. (ISBN 978-2-847-36229-9).
- La Censure en France pendant la Grande Guerre, Paris, Fayard, 2016, 473 p.  (ISBN 978-2213693682)

### Direction d'ouvrages
- Militaires en République (1870-1962) : les officiers, le pouvoir et la vie publique en France, actes du colloque international tenu au Palais du Luxembourg et à la Sorbonne les 4, 5 et 6 avril 1996, Paris, Publications de la Sorbonne, 1999, 734 p., (co-dir. avec Éric Duhamel et Philippe Vial)  (ISBN 978-2859443627)
- L'Exploitation du renseignement en Europe et aux États-Unis des années 1930 aux années 1960, actes du colloque international tenu aux Écoles militaires de Saint-Cyr Coëtquidan... les 3 et 4 juin 1998, Paris, Commission française d'histoire militaire ; Institut de stratégie comparée ; Economica, 2000, 332 p., (co-dir. avec Georges-Henri Soutou et Jacques Frémeaux)  (ISBN 978-2717841961)
- Le secret et la puissance. Les services spéciaux et le renseignement aux XIXe et XXe siècles, Amiens, Encrage, 2007, 155 p.  (ISBN 978-2-911576-76-8)
- Les Réfugiés en Europe du XVIe au XXe siècle, actes du colloque du centre d'histoire des sociétés, des sciences et des conflits de l'Université de Picardie, Amiens les 23 et 24 mars 2007, Paris, Nouveau Monde éditions, 2008, 351 p. (co-dir. avec Philippe Nivet)  (ISBN 978-2847363067)
- Penser le système international (XIXe-XXIe). Autour de l’œuvre de Georges-Henri Soutou, (co-dir.) Éric Bussière, Isabelle Davion, Olivier Forcade, Stanislas Jeannesson, Paris, PUPS, 2013, 449 p.  (ISBN 978-2840509004)
- Evakuierungen im Europa der Weltkriege. Les évacuations dans l'Europe des guerres mondiales, (co-dir.) Fabian Lemmes, Johannes Grossmann, Nicholas Williams, Olivier Forcade, Rainer Hudemann, Berlin, Metropol Verlag, 2014, 288 p.
- Jacques Foccart : archives ouvertes (1958-1974). La politique, l'Afrique et le monde, (co-dir.) Jean-Pierre Bat, Olivier Forcade et Sylvain Mary, Paris, PUPS, coll. « Mondes contemporains », 2017, 425 p.  (ISBN 979-10-231-0560-5)
- Exils intérieurs. Les évacuations à la frontière franco-allemande (1939-1940), (co-dir.) Olivier Forcade, Mathieu Dubois, Johannes Grossmann, Fabian Lemmes & Rainer Hudemann, Paris, PUPS, coll. « Mondes contemporains », 2017, 397 p.  (ISBN 979-10-231-0573-5)
- Espionnage et renseignement pendant la Première Guerre mondiale, (co-dir.) Olivier Forcade & Maurice Vaïsse, actes du colloque de l'Académie du renseignement du 26 novembre 2014, Paris, La Documentation française, 2017, 222 p.  (ISBN 978-2-11-145178-0)
- Le Renseignement au début de la guerre froide 1945-1955, (co-dir.) Olivier Forcade & Maurice Vaïsse, actes du colloque international du 16 juin 2016 organisé par l’Académie du renseignement, Paris, La Documentation française, 2019, 188 p.  (ISBN 978-2-11-145686-0).
- Dans le secret du pouvoir. L’approche française du renseignement XVIIe – XXIe siècle, (co-dir.) Olivier Forcade & Sébastien-Yves Laurent, Paris, actes du colloque international organisé les 4 et 5 mars 2016 par les Archives nationales et l'Université Paris-Sorbonne, Paris, nouveau monde éditions, coll. « Le Grand Jeu », 2019, 558 p.  (ISBN 978-2-36942-790-2).
- Le Droit du renseignement, (co-dir.) Olivier Forcade & Bertrand Warusfel, actes du colloque organisé par l’Académie du renseignement le 8 février 2019, Paris, La Documentation Française, 2019, 256 p.  (ISBN 978-2-11-157019-1).
- L’engagement des Américains dans la guerre, 1917-1918. La Fayette, nous voilà !,  (co-dir.) Olivier Chaline & Olivier Forcade, « Mondes contemporains », Sorbonne Université Presses, 2020, 607 p.  (ISBN 979-10-231-0666-4).
- Les Intelligence Studies aujourd’hui : doctrines, pratiques, perspectives, (dir.) Olivier Forcade, actes du colloque international du 26 avril 2022, Paris, La Documentation française, 2022, 224 p.  (ISBN 978-2-11-157698-8).
- La France et l'OTAN depuis 1989, (dir.) Olivier Forcade, colloque des 20 et 21 novembre 2021 des Cincinnati de France, de l'association The First Alliance et de l'UMR SIRICE 8138 Sorbonne Université, Paris, Sorbonne Université Presses, coll. "Les essais de la Sorbonne", 2023, 288 p.  (ISBN 979-1-0231-0747-0).

### Direction de numéros de revue
- Les Cahiers de Montpellier. Histoire et Défense, 34/I, 1997, Université de Montpellier III.
- « La Société, la guerre, la paix (1911-1946) », in Histoire, Économie et Société, 2-2004, p. 163-259.
- Coordination avec Marc Cools et Bertrand Warusfel du numéro spécial des Cahiers de la Sécurité sur le renseignement, INHESJ, septembre 2010 .
- Coordination avec Yannick Dehée du numéro spécial de la revue Le Temps des médias. Revue d'histoire, « Espionnage », no 16, Nouveau Monde éditions, printemps 2011.
- Coordination avec Pawel Sekowski & Rainer Hudemann de Prace Historyczne, 2019, Numer 146 (3), « Migrations, Migrants and Refugees in 19th-21st Centuries in the Interdisciplinary Approach », p. 517-672.
- Coordination avec Arndt Weinrich, "Le blocus en 1914-1918. Histoire et mémoires", Cahiers de l’UMR Sirice, 2021/1, numéro 26, 124 p. Cairn.
- Coordination « Les déplacements de population en Europe dans les années 1940 », Histoire, économie et société, 2022/1, p. 1-134.

## Distinctions
- Médaille de la Défense nationale, échelon bronze à titre exceptionnel (1991).
- Chevalier de l'ordre des Palmes académiques (2010).